# Chiesa di San Francesco d'Assisi (Faido)
La chiesa di San Francesco d'Assisi, con l'annesso convento, è un luogo di culto di Faido.

## Storia
La struttura venne edificata fra il 3 giugno 1607 ed il 1608. Fra il 1785 ed il 1786 venne profondamente rimaneggiata.

## Descrizione
La chiesa ha una pianta ad unica navata ricoperta da volta a crociera, mentre il coro ha una copertura a botte lunettata.
La cappella settentrionale conserva un altare ligneo di epoca rinascimentale, mentre l'altare maggiore, in stile neoclassico, alloggia un dipinto risalente al 1680.